# Барроу, Роберт Хиллиард
Роберт Хиллиард Барроу (5 февраля 1922 — 30 октября 2008) — генерал Корпуса морской пехоты США, 27-й комендант корпуса морской пехоты с 1979 по 1983. Прослужил 41 год, осуществлял командование частями за морем. Награждён военно-морским крестом, крестом «За выдающиеся заслуги» за исключительный героизм, проявленный в ходе Корейской и Вьетнамской войн.

## Биография
Родился 5 февраля 1922 в г.Батон-Руже, штат Луизиана, вырос на семейной плантации в приходе Уэст-Фелишиана (Луизиана). Его семья испытывала трудности. Электричества не было и Барроу приходилось удовлетворять свою рано проснувшуюся страсть к чтению читая при свете керосиновой лампы.
С 1939 по 1942 Барроу учился в университете штата Луизиана работая официантом и швейцаром. Он выбрал этот университет из-за свободного обучения и низких расходов на интернат. Он служил в университетском корпусе кадетов.
В 1942 Барроу досрочно покинул университет, чтобы вступить в ряды корпуса морской пехоты. Прошёл начальную подготовку на базе сбора рекрутов в Сан-Диего и по окончании остался там же строевым инструктором. Во время службы в феврале 1943-го его кандидатуру избрали для учёбы в школе кандидатов в офицеры. В мае 1943 он был произведен во вторые лейтенанты.
В ходе второй мировой войны служил в Китае. С августа 1944 по ноябрь 1945 годы служил первым лейтенантом в китайской военно-морской группе в американо-китайской группе сотрудничества, готовившей и экипировавшей китайские партизанские команды в оккупированном японцами центральном Китае. Позднее, он говорил сыну, что служба в Китае стала одним из «самых ярких воспоминаний» [в его жизни]. За службу в Китае он был награждён бронзовой звездой с литером «V».
В ходе Корейской войны Барроу командовал ротой А 1-го батальона 1-о полка морской пехоты, участвовал в кампании Инчхон-Сеул и в битве при Чосинском водохранилище. Его описывали как «лучшего полкового командира» корейской войны. За проявленный героизм при удержании перевала близ Кото-ри 9-10 декабря 1950 Барроу был награждён военно-морским крестом.

Президент США с удовольствием награждает военно-морским крестом капитана корпуса морской пехоты Роберта Х. Барроу (0-23471) за исключительный героизм проявленный в военных действиях против вооружённого неприятеля, на службе ООН на посту командира роты А первого батальона первого полка первой (усиленной) дивизии морской пехоты в бою против вражеского агрессора близ Кото-ри, Корея 9 и 10 декабря 1950. Получив приказ захватить и занять возвышенность на высоте 1081 господствовавшей над перевалом ниже и удерживаемой противником численностью приблизительно в батальон на хорошо укреплённой позиции с глубокими траншеями, контролирующего все подходы к цели роты капитан Барроу смело повёл своих людей наверх по покрытому льдом, продуваемому всеми ветрами хребту бритвенной остроты через ослепляющий снегопад и используя артиллерийский и миномётный обстрел и близкую поддержку с воздуха начал хорошо организованную атаку. После того как его передовой взвод внезапно попал под испепеляющий огонь автоматов и миномётный обстрел с господствующей высоты в то время как они двигались по узкому заснеженному хребту к голой вершине горы, усеянной вражескими бункерами и огневыми точками, он бесстрашно вышел вперёд под сильным артиллерийским огнём поднял и развернул своих людей и выкрикивал ободряющие слова когда они бросились за ним в яростную рукопашную схватку. Реорганизовав в ходе острого конфликта свои истощённые части он предпринял смелый и искусный обходной манёвр, застав неприятеля на правом фланге врасплох и разрушив множество вражеских огневых позиций в то время как он продолжил конечный бросок по крутому склону под сильным автоматическим огнём и дождём гранат для того чтобы зачистить высоту, благодаря чему враг потерял 300 человек ранеными и убитыми. Своим храбрым и решительным руководством, большой личной храбростью и силой духа, проявленной перед превосходящими по численности силами врага капитан Барроу оказал неоценимую помощь в осуществлении безопасного прохода первой дивизии морской пехоты через опасный перевал, своей вдохновляющей преданностью долгу заслужил высочайшую честь для себя и военно-морской службы США.
Оригинальный текст (англ.)
«The President of the United States takes pleasure in presenting the NAVY CROSS to ROBERT H. BARROW (0-23471), CAPTAIN, UNITED STATES MARINE CORPS, for extraordinary heroism in connection with military operations against an armed enemy of the United Nations while serving as Commanding Officer of Company A, First Battalion, First Marines, First Marine Division (Reinforced), in action against enemy aggressor forces in the vicinity of Koto-ri, Korea, on 9 and 10 December 1950. Ordered to seize and occupy the high ground on Hill 1081 dominating the pass below and held by a heavily-fortified, deeply-entrenched enemy of approximately battalion strength controlling all approaches to his company’s objective, Captain BARROW boldly led his company up the ice covered, windswept, razor backed ridge in a blinding snowstorm and, employing artillery, mortars and close air support, launched a well-coordinated attack. With his forward assault platoon suddenly brought under withering automatic weapons, small-arms and mortar fire from commanding ground as they moved along the narrow snow-covered ridge toward a bare mountain top studded with hostile bunkers and foxholes, he fearlessly advanced to the front under blistering shellfire, directing and deploying his men and shouting words of encouragement as they followed him to close with the enemy in furious hand-to-hand combat. Reorganizing his depleted units following the bitter conflict, he spearheaded a daring and skillful enveloping maneuver, striking the enemy by surprise on the right flank and destroying many emplacements as he continued the final drive up the steep slope in the face of heavy automatic weapons and grenade fire to secure the objective with a total loss to the enemy of more than 300 dead and wounded. By his gallant and forceful leadership, great personal valor and fortitude maintained in the face of overwhelming odds, Captain BARROW aided immeasurably in insuring the safe passage of the First Marine Division through this hazardous pass, and his inspiring devotion to duty throughout reflects the highest credit upon himself and the United States Naval Service.»
— 
Начиная с февраля 1956 Барроу провёл 18 месяцев со 2-м батальоном 6-го полка морской пехоты в Кемп-Леджен, Северная Каролина. С лета 1957 по лето 1960 он служил инструктором по подготовке офицеров на курсах подготовки военно-морских офицеров резерва в Тулейнском университете. В сентябре 1959 он был повышен в звании до подполковника. В июне 1968, находясь уже в звании полковника, он окончил Национальный военный колледж.
Барроу участвовал во Вьетнамской войне, командуя 9-м американским полком 3-й дивизии морской пехоты и был заместителем начальника оперативного отдела (G-3) 3-го амфибийного отряда. Командуя 9-м полком он участвовал в боях в демилитаризованной зоне, у Кхе Сана, в долинах Да Кронг и А Шо. Был награждён армейским крестом «За выдающиеся заслуги» за исключительный героизм проявленный в ходе операции Dewey Canyon.

Президент США с удовольствием вручает крест «За выдающиеся заслуги» полковнику корпуса морской пехоты Роберту Х. Барроу (0-23471) за исключительный героизм, проявленный в связи с военными действиями против вооружённых сил противника в республике Вьетнам, во время службы в штабе девятого полка третьей дивизии морской пехоты (усиленной). Полковник Барроу отличился благодаря особенно доблестным действиям в период с 22 января по 16 марта 1969 года, командуя полком в ходе операции в провинции Куангчи. В ходе восьминедельной кампании в долинах Да Кронг и А Шо, полковник Барроу оставался с передовыми частями своего полка, управляя их входом на занимаемую врагом территорию. Невзирая на нелётную погоду, он предпринял множество разведывательных полётов на низких высотах на своём командном вертолёте. Находившиеся под его наблюдением его войска отбросили северовьетнамские силы обратно к лаосской границе, разрушили бесчисленные укрепления и базовые лагеря и конфисковали огромные запасы коммунистического оружия и боеприпасов. Несмотря на продолжающийся вражеский артиллерийский и ракетный обстрел он настоял на том, чтобы оставить свою позицию вблизи места деятельности вражеских войск. Во время одной из концентрированных атак на его пост он периодические выходил под испепеляющий вражеский огон, ь чтобы непосредственно руководить отражением противника. По завершении двухмесячной операции его полк подтвердил свыше 1300 убитых северовьетнамцев и огромное количество захваченной северовьетнамской амуниции. Своим исключительным героизмом и посвящением долгу полковник Барроу поддержал высочайшие традиции военной службы и заслужил великую честь для себя, своих частей и для корпуса морской пехоты.
Оригинальный текст (англ.)
«The President of the United States takes pleasure in presenting the DISTINGUISHED SERVICE CROSS to ROBERT H. BARROW (0-23471), COLONEL, UNITED STATES MARINE CORPS, for extraordinary heroism in connection with military operations involving conflict with an armed hostile force in the Republic of Vietnam, while serving with Headquarters, Ninth Marine Regiment, Third Marine Division (Reinforced). Colonel BARROW distinguished himself by exceptionally valorous actions during the period from 22 January to 18 March 1969 while commanding a regiment in Operation DEWEY CANYON in Quang Tri Province. Throughout the eight-week campaign in the Da Krong and A Shau Valleys, Colonel BARROW remained with the forward elements of his command, directing their insertion into enemy-held territory. Despite adverse flying conditions, he made numerous low-level reconnaissance flights in his command helicopter. Under his supervision, his troops swept the determined North Vietnamese forces back to the Laotian border, decimating countless fortifications and base camps and confiscating prodigious quantities of communist weapons and munitions. Despite the continuous hostile artillery and rocket bombardment of his command post, he persisted in retaining his position in close proximity to the enemy activity. During one concentrated attack on his post, he repeatedly exposed himself to the withering hostile fusillade in order to direct the repulsion of the enemy. After the two-month operation, his regiment confirmed over one thousand three hundred dead and accounted for tremendous amounts of captured North Vietnamese equipment. Colonel BARROW’S extraordinary heroism and devotion to duty were in keeping with the highest traditions of the military service and reflect great credit upon himself, his unit, and the United States Marine Corps.»
— 
В августе 1969 Барроу был повышен в звании до бригадного генерала и отправлен командовать базой морской пехоты Кемп-Батлер на о. Окинава, Япония. Прослужив там три года он был награждён орденом Легион почёта и был выбран кандидатом для производства в генерал-майоры. После повышения в звании он стал командиром базы рекрутов Пэррис-Айленд.
В 1975 он был повышен в звании до генерал-лейтенанта и назначен на должность заместителя штаба морской пехоты по личному составу. В 1976 он был назначен командующим атлантических сил морской пехоты в г. Норфолк, штат Виргиния. В июне 1978 Барроу стал помощником коменданта корпуса морской пехоты и служил на этом посту до июля 1979, пока не был назначен комендантом корпуса. С 1978 по 1979 Барроу был президентом ассоциации корпуса морской пехоты.
Генерал Барроу стал первым комендантом, ставшим по закону постоянным членом объединённого комитета начальников штабов. Находясь на посту коменданта «он сыграл ключевую роль в достижении одобрения производства для морской пехоты модифицированной в США версии самолёта „Харриер“, в пробуждении интереса к новому и улучшении корабельной артиллерийской поддержки и, внесению кораблей десанта в новую программу строительства флота, возвращению госпитальных кораблей в состав флота особенно в силы высадки морской пехоты.»
30 июня 1983 генерал Барроу ушёл в отставку из корпуса морской пехоты и по этому поводу был награждён медалью «За выдающуюся службу».
После отставки из корпуса Барроу был назначен президентом Рейганом в бюро советников по внешней разведке и в комиссию синей ленты президента по делам обороны.
В 1983 Барроу написал письмо министру обороны Каспару Вайнбергеру, письмо было распространено в Пентагоне. Барроу подверг критике израильских солдат в Ливане, заявив что они среди прочего стреляли в американских солдат. [Представители] Израиля отвергли обвинения.

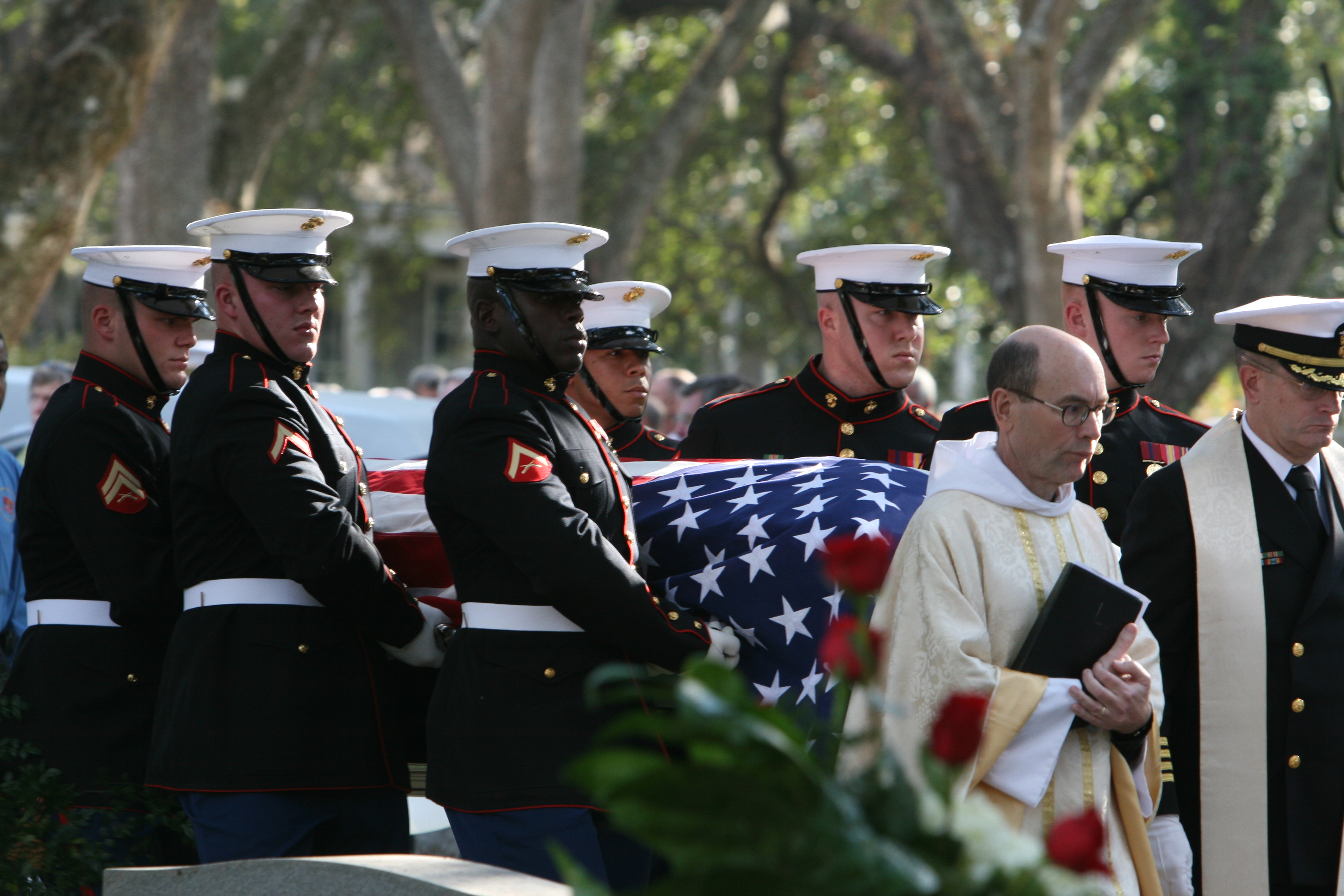
Похороны генерала Барроу

Генерал Барроу скончался 30 октября 2008 в возрасте 86 лет. После него остались сыновья Чарльз С Пуллиам, проживающий в Гринвилле, штат Южная Каролина, и Роберт Х. Барроу, подполковник морской пехоты в отставке, проживающий в г. Тампа, штат Флорида, дочери Кэтлин П. Хермон, проживающая в Килин, штат Техас, Барбара Б. Кейнгейв (Хьюстон, Техас) и Мэри Б. Ханниган (Оуктон, штат Виргиния), одиннадцать внуков и внучек и пять правнуков.
Жена Барроу Патти умерла в 2005 в возрасте 53 лет.
Генерал Барроу был погребён с полными военными почестями 3 ноября 2008. Похоронная служба была проведена в епископальной благодатной церкви в Фрасивилле, штат Луизиана. Комендант корпуса Джеймс Т. Конвей произнёс панегирик, отметив множество инициатив претворённых Барроу от набора рекрутов до подготовки, в то время как бывший комендант Карл Манди вручил погребальный флаг родственникам покойного.

## Награды
Награды Роберта Барроу:
| |                            | Бронзовый пучок дубовых листьев · Бронзовый пучок дубовых листьев | |
| |                            |                                                                   | |
| Бронзовый пучок дубовых листьев                                                                                   |                            | Бронзовая звезда за службу                                        | |
| | Бронзовая звезда за службу |                                                                   | |
| Бронзовая звезда за службу                                                                                        |                            | Бронзовая звезда за службу                                        | Бронзовая звезда за службу · Бронзовая звезда за службу · Бронзовая звезда за службу · Бронзовая звезда за службу |
| Бронзовая звезда за службу · Бронзовая звезда за службу · Бронзовая звезда за службу · Бронзовая звезда за службу |                            |                                                                   | |
| |                            |                                                                   | |

| 1-й ряд | Военно-морской крест                                                    | Военно-морской крест                                                    | Военно-морской крест                                                    | Крест «За выдающиеся заслуги»                                                  | Крест «За выдающиеся заслуги»                                                  | Крест «За выдающиеся заслуги»                                                  | Медаль министерства обороны «За выдающуюся службу» с двумя дубовыми листьями               | Медаль министерства обороны «За выдающуюся службу» с двумя дубовыми листьями               | Медаль министерства обороны «За выдающуюся службу» с двумя дубовыми листьями               | Медаль «За выдающуюся службу» (ВМС США)                                                  | Медаль «За выдающуюся службу» (ВМС США)                                                  | Медаль «За выдающуюся службу» (ВМС США)                                                  | Значок объединённого комитета начальника штабов |
| 2-й ряд | Медаль «За выдающиеся заслуги»                                          | Медаль «За выдающиеся заслуги»                                          | Медаль «За выдающиеся заслуги»                                          | Серебряная звезда                                                              | Серебряная звезда                                                              | Серебряная звезда                                                              | Орден «Легион почёта» с двумя 5/16 дюймовыми звёздами повторного награждения и литерой «V» | Орден «Легион почёта» с двумя 5/16 дюймовыми звёздами повторного награждения и литерой «V» | Орден «Легион почёта» с двумя 5/16 дюймовыми звёздами повторного награждения и литерой «V» | Бронзовая звезда (США) с одной 5/16 золотой звездой повторного награждения и литерой «V» | Бронзовая звезда (США) с одной 5/16 золотой звездой повторного награждения и литерой «V» | Бронзовая звезда (США) с одной 5/16 золотой звездой повторного награждения и литерой «V» | Значок объединённого комитета начальника штабов |
| 3-й ряд | Похвальная медаль Объединённого командования с дубовым листом           | Похвальная медаль Объединённого командования с дубовым листом           | Похвальная медаль Объединённого командования с дубовым листом           | Боевая ленточка (Вьетнам)                                                      | Боевая ленточка (Вьетнам)                                                      | Боевая ленточка (Вьетнам)                                                      | Президентская благодарность подразделению (ВМС) с бронзовой звездой за службу              | Президентская благодарность подразделению (ВМС) с бронзовой звездой за службу              | Президентская благодарность подразделению (ВМС) с бронзовой звездой за службу              | Президентская благодарность подразделению (армия США)                                    | Президентская благодарность подразделению (армия США)                                    | Президентская благодарность подразделению (армия США)                                    | Значок объединённого комитета начальника штабов |
| 4-й ряд | Благодарность части Военно-морского флота                               | Благодарность части Военно-морского флота                               | Благодарность части Военно-морского флота                               | Похвальная благодарность флотской воинской части с бронзовой звездой за службу | Похвальная благодарность флотской воинской части с бронзовой звездой за службу | Похвальная благодарность флотской воинской части с бронзовой звездой за службу | Медаль «За службу в Китае»                                                                 | Медаль «За службу в Китае»                                                                 | Медаль «За службу в Китае»                                                                 | Медаль «За Американскую кампанию»                                                        | Медаль «За Американскую кампанию»                                                        | Медаль «За Американскую кампанию»                                                        | Значок объединённого комитета начальника штабов |
| 5-й ряд | Медаль «За Азиатско-тихоокеанскую кампанию» с бронзовой звездой         | Медаль «За Азиатско-тихоокеанскую кампанию» с бронзовой звездой         | Медаль «За Азиатско-тихоокеанскую кампанию» с бронзовой звездой         | Медаль Победы во Второй мировой войне                                          | Медаль Победы во Второй мировой войне                                          | Медаль Победы во Второй мировой войне                                          | Медаль за службу национальной обороне с бронзовой звездой за службу                        | Медаль за службу национальной обороне с бронзовой звездой за службу                        | Медаль за службу национальной обороне с бронзовой звездой за службу                        | Медаль «За службу в Корее» с четырьмя бронзовыми звёздами за службу                      | Медаль «За службу в Корее» с четырьмя бронзовыми звёздами за службу                      | Медаль «За службу в Корее» с четырьмя бронзовыми звёздами за службу                      | Значок объединённого комитета начальника штабов |
| 6-й ряд | Медаль «За службу во Вьетнаме» с четырьмя бронзовыми звёздами за службу | Медаль «За службу во Вьетнаме» с четырьмя бронзовыми звёздами за службу | Медаль «За службу во Вьетнаме» с четырьмя бронзовыми звёздами за службу | Кавалер Национального ордена Вьетнама (Южный Вьетнам)                          | Кавалер Национального ордена Вьетнама (Южный Вьетнам)                          | Кавалер Национального ордена Вьетнама (Южный Вьетнам)                          | Крест «За храбрость» (Южный Вьетнам) с двумя пальмовыми листьями                           | Крест «За храбрость» (Южный Вьетнам) с двумя пальмовыми листьями                           | Крест «За храбрость» (Южный Вьетнам) с двумя пальмовыми листьями                           | Благодарность президента Корейской республики                                            | Благодарность президента Корейской республики                                            | Благодарность президента Корейской республики                                            | Значок объединённого комитета начальника штабов |
| 7-й ряд | Крест «За храбрость» для подразделения, (Южный Вьетнам)                 | Крест «За храбрость» для подразделения, (Южный Вьетнам)                 | Крест «За храбрость» для подразделения, (Южный Вьетнам)                 | Медаль «За гражданские действия» (Южный Вьетнам)                               | Медаль «За гражданские действия» (Южный Вьетнам)                               | Медаль «За гражданские действия» (Южный Вьетнам)                               | Медаль «За службу ООН в Корее»                                                             | Медаль «За службу ООН в Корее»                                                             | Медаль «За службу ООН в Корее»                                                             | Медаль вьетнамской кампании с пряжкой 1960- (Южный Вьетнам)                              | Медаль вьетнамской кампании с пряжкой 1960- (Южный Вьетнам)                              | Медаль вьетнамской кампании с пряжкой 1960- (Южный Вьетнам)                              | Значок объединённого комитета начальника штабов |